# محصولات فضای باز
محصولات فضای باز اشاره به گروهی از محصولات صنعت ساختمان مورد استفاده توسط طراحان باغ و معماران منظر و نمایش در نمایشگاه اختصاص داده شده به این صنایع می‌باشد. محصولات مبلمان باغی شامل: دیوارها، نردهها، سنگ‌فرش، ابزار باغبانی، روشنایی در فضای باز، محصولات آبی، چشمه، مبلمان باغی، زیورآلات باغی، ساختمان باغ، حوضچه و …

## ژئوسینتتیک
ژئوسینتتیک گروه دیگری از محصولات به‌طور گسترده در ساخت محوطه فضای باز و باغ برای زهکشی، فیلتراسیون، تقویت و جداسازی استفاده شود.
برای زهکشی به یکی از دو انتقال یا اجازه نفوذ آب و جلوگیری از اختلاط دو مواد مختلف استفاده می‌شود؛
مهارت‌های ترکیب این محصولات به تولید مکان‌ها به عنوان طراحی چشم‌اندازها و مناظر جزئیات شناخته شده‌است.